# 水碓子 (中国大陆)
水碓子（Shui dui zi）位于中国北京市朝阳区西部。其东面为水碓子东里，西至水碓子西里，北边为团结湖南路，南面是朝阳北路。

## 地区历史
据历史记载，此地旧有水碓。碓为一种脱去稻米外壳的工具，水碓即是以水为动力的碓。还有一说为此地旧时已成村。
民国三十六年（1947）北平市图，水碓村位于今六里屯以北，朝阳公园东部，与今六里屯以南位置正好相反。 　　
中华人民共和国成立后，五十年代开始建住宅区，依沿用旧名。文化大革命前夕，1965年称为向阳里，取葵花向阳意。文革后，1977年名为金台北里，以因其位于金台路之北的缘故。又过了十二年后，1989年恢复初名。

## 现今面貌
水碓子多五六层楼房，南部有水碓子百货商场。水碓子的西面称水碓子西里，原为东风乡六里屯菜田。则其东面为水碓东路，再往东为水碓子东里。北面为水碓子北里，旧称为马道口，亦为东风乡农田。